# Mimetus cornutus
Mimetus cornutus là một loài nhện trong họ Mimetidae.
Loài này thuộc chi Mimetus. Mimetus cornutus được George Newbold Lawrence miêu tả năm 1947.